# Howard Roberts (skulptör)

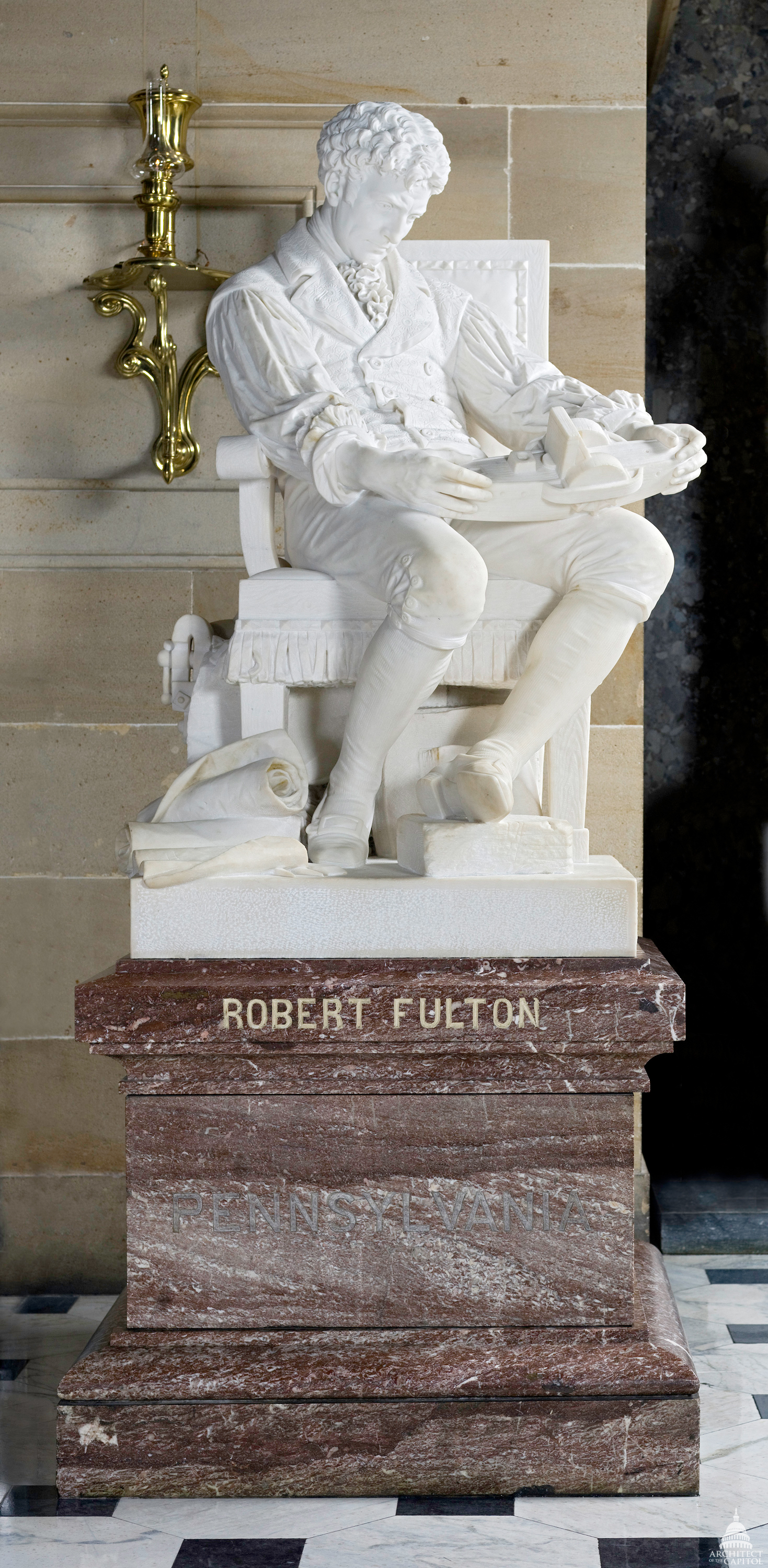
Howard Roberts, staty av Robert Fulton i Statuary Hall Collection, Kapitolium.

Howard Roberts, född den 8 april 1843 i Philadelphia, död den 19 april 1900, var en amerikansk bildhuggare.
Roberts började sina studier under Bailly på den pennsylvanska konstakademien och begav sig 1866 till Paris, där han blev elev vid École des beaux-arts samt arbetade under Dumont och Gumery. Efter några år återvände han hem och började självständig verksamhet i sin födelsestad. Bland hans alster, mestadels ideala byster och figurer utförda med stor sorgfällighet, bör nämnas: Hypatia, Lucilla (två idealbyster), Första gången modell (1876) och den högst originella, groteska statyetten: Lots hustru. 